# Тамаш Кендереши
Тамаш Кендереши (мађ. Kenderesi Tamás; Боњхад, 13. децембар 1996) мађарски је пливач чија специјалност су трке делфин стилом на 100 и 200 метара. Вишеструки је национални првак, учесник олимпијских игара и светских првенстава и освајач олимпијске бронзе на ЛОИ 2016. године. 

## Спортска каријера
Кендереши је започео међународну спортску каријеру 2014, прво учешћем на Европском првенству за јуниоре у холандском Дордрехту где је успео да освоји златну медаљу у трци на 200 делфин, потом је у истој дисциплини освојио ново злато на Омладинским олимпијским играма у Нанџингу, а дебитантску сезону заврашава наступом на Светском сениорском првенству у малим базенима у Дохи. Иако је имао испливану норму за учешће на светском првенству у Казању 2015. због болести је морао да одустане од наступа у Русији.
На европском првенству у Лондону 2016. осваја бронзану медаљу у трци на 200 делфин, успевши уједно да се квалификује и за наступ на предстојећим Олимпијским играма у Рио де Жанеиру. У Рију је Кенедереши успео да се као првопласирани пласира у финале трке на 200 делфин, а резултат од 1:53,62 минута у финалу био му је довољан за треће место и бронзану олимпијску медаљу.  
На светским првенствима је дебитовао у Будимпешти 2017, али није успео да освоји медаљу у својој примарној дисциплини на 200 делфин пошто је у финалу испливао укупно четврто време. У децембру исте године освојио је бронзану медаљу на 200 делфин на Европском првенству у малим базенима у Копенхагену. На Европском првенству у Глазгову 2018. осваја сребрну медаљу на 200 делфин. 
Други наступ на светским првенствима имао је у Квангџуу 2019, наступио је у трци на 200 делфин коју је завршио на осмој позицији у финалу. Током последњег дана светског првенства у Кореји (28. јула) Кендереши је оптужен за сексуално узнемиравање једне од девојака које су радиле у ноћном клубу у ком је боравио те ноћи, због чега су му корејске власти привремено одузеле документа и забраниле излазак из земље. Тамаш је на суђењу признао да је упутио непримерену гестикулацију према девојци али је одбацио све оптужбе за сексуално узнемиравање. У земљу се вратио 1. августа.